# Рэдклифф, Роберт, 5-й граф Сассекс
Роберт Рэдклифф (англ. Robert Radclyffe, 5th Earl of Sussex; 12 июня 1573 — 22 сентября 1629) — английский аристократ, 5-й граф Сассекс и 14-й барон Фицуолтер с 1593 года.

## Биография
Единственный сын Генри Рэдклифа, 4-го графа Сассекса (ок. 1530—1593) и его жены Оноры Паунд, и был известен как виконт Фицуолтер с 1583 года, пока не сменил своего отца на посту графа 4 декабря 1593 года.
В августе 1594 года граф Сассекс был отправлен в качестве чрезвычайного посла в Шотландию для помощи при крещении старшего сына Якова VI, принца Генриха, а также с дипломатической миссией. Его спутниками в Шотландии были лорд Уортон, сэр Генри Бромли, Хью Портман, Генри Гилфорд, Оливер Кромвель, Томас Монсон, Генри Клэр, Эдвард Гревилл, Николас Сандерсон, Эдвард Горджес и Уильям Джеффсон, а также Ричард Конингсби и мистер Роллс. Крещение было отложено до прибытия группы в замок Стерлинг. 29 августа граф Сассекс имел аудиенции у короля Шотландии Якова VI и Анны Датской, а на следующий день состоялось крещение. Сассекс перенёс ребёнка из своей спальни в Королевскую капеллу и обратно. После дискуссии с Яковом VI о католиках и шотландских повстанцах Сассекс покинул Шотландию 12 сентября с подарком в виде позолоченных серебряных пластин и 14 сентября был ранен лошадью недалеко от Норталлертона.
В 1596 году он служил в английской экспедиции, посланной против Кадиса, в звании полковника пехотного полка, вместе с Горацием Вером принял заметное участие в захвате города и был посвящён в рыцари Робертом Деверё, 2-м графом Эссексом, 27 июня 1596 года. В ноябре 1597 года он обратился к лорду Бёрли с просьбой о военной службе на континенте. Он исполнял обязанности графа-маршала во время заседаний парламента, проходивших осенью 1597 и 1601 годов, и был генерал-полковником пехоты лондонской армии в августе 1599 года, поднятым в ожидании испанского вторжения; в 1599 году он также стал кавалером Ордена Подвязки. Хотя он был замешан в восстании Эссекса в 1601 году, он был одним из пэров, которым было поручено судить его, и был назначен лордом-лейтенантом Эссекса 26 августа 1603 года. Он также был губернатором Харвича и форта Ландгард.
После Союза Корон Эссекс сопровождал королеву Анну Датскую в её путешествии на юг, в Виндзорский замок. По дороге он поссорился с графом Аргайлом. В поместье Уорксоп герцог Леннокс, и графы Шрусбери и Камберленд выступили с заявлением, согласно которой её последователи должны оставить в стороне любые частные ссоры. 20 июля 1603 года он обратился к королеве с просьбой избавить его от некоторых денежных затруднений из-за долгов перед короной, заключенных третьим и четвёртым графами.
В июле 1622 года он продал маркизу Бекингему свое родовое поместье Ньюхолл, Эссекс, за 22 000 фунтов стерлингов и передал ему титул лорда-наместника Эссекса. Он был повторно назначен лордом-лейтенантом в 1625 году. Сассекс часто бывал при дворе, носил пурпурную горностаевую мантию при провозглашении принца Чарльза принцем Уэльским 4 ноября 1616 года и нёс державу на коронации Карла I 2 февраля 1626 года. Он умер в своём доме в Кларкенуэлле 22 сентября 1629 года и был похоронен вместе со своим отцом и дядей в церкви Борэма.

## Покровительство
Сассекс был покровителем писателей и литераторов. В 1592 году была опубликована книга «Тень Эвфуэса, битва чувств» (Euphues’ Shadow, the Battaile of the Sences), написанная Томасом Лоджем, включающая два вступительных послания Роберта Грина, в первом из которых Р. Грин посвящает книгу Роберту Рэдклиффу, лорду Фицуолтеру, говоря, что автор оставил выбор покровителя на усмотрение Грина, поскольку сам он (Лодж) отправился в долгое морское путешествие с Томасом Кэвендишем. В том же 1592 году Р. Грин опубликовал сочинение Philomela, The Lady Fitzwalter’s Nightingale («Филомела, Соловей леди Фицуолтерс»), которое посвятил Бриджит (Моррисон) Рэдклифф, леди Фицуолтерс (первой жене Рэдклифа Сассекса). Джордж Чапмен предварил свой перевод «Илиады» (1598 год) сонетом, посвященным ему, «всегда памятуя о долге перед своей уважаемой графиней». Сонет был также адресован графу Генри Локом в его «Различных христианских страстях» (1597), а Эмануэль Форд посвятил ему в 1598 году свой популярный роман «Парисмус».

## Семья
Сассекс был дважды женат.
Его первой женой была Бриджит (ок. 1575 — декабрь 1623), дочь сэра Чарльза Морисона из Кассиобери, Хартфордшир. В её честь Роберт Грин дал своей Филомеле подзаголовок «Соловей леди Фицватер», 1592 год. Ей также была посвящена популярная музыкальная книга «Новая книга таблитур», 1596 год. Брак был проблемным. Джон Мэннингем сообщил в своем дневнике от 12 октября 1602 года, что граф жестоко обращался с ней и обвинял своего компаньона Эдмунда Уайтлока, брата сэра Джеймса Уайтлока, который умер в Ньюхолле в 1608 году и был похоронен в семейной гробнице графа в Борэме. До 1602 года она вместе со своими детьми ушла от графа Сассекса, который давал ей 1700 фунтов стерлингов в год (по словам Мэннингема). Она умерла в декабре 1623 года. Она родила Сассексу четверых детей, которые умерли раньше него:
- Генри Рэдклифф, виконт Фицуолтер (ок. 1598 — 30 ноября 1621), женившийся в феврале 1614 года на Джейн, дочери сэра Майкла Стэнхоупа.
- Томас Рэдклифф
- Элизабет Рэдклифф, вышедшая замуж за Джона Рамзи, 1-го графа Холдернесса, свадьба была отпразднована маской «Оттенок и крик в честь Купидона» 9 февраля 1608 года.
- Онора Рэдклифф.

Второй женой Сассекса была Фрэнсис, вдова Фрэнсиса Шута (Francis Shute), дочери Геркулеса Меутаса из Вест Хэма. Она умерла 18 ноября 1627 года.
Роберту Рэдклиффу, графу Сассексу, наследовал его двоюродный брат Эдвард Рэдклифф (1552?-1641), сын сэра Хамфри Рэдклиффа из Элнестоу, Бедфордшир, второго сына Роберта Рэдклифа, 1-го графа Сассекса.